# Сражение при Кэттл-Ран
Сражение при Кэттл-Ран (англ. Battle of Kettle Run) — произошло 27 августа 1862 года и было одним из сражений Северовирджинской кампании в ходе гражданской войны в США. Федеральная дивизия генерала Джона Хукера наступала на Маннасас, но была остановлена на рубеже реки Кэттл-Ран дивизией Ричарда Юэлла. Сражение дало время генералу Томасу Джексону без спешки увести свои войска от Манассаса на запад.

## Предыстория
25 — 26 августа три дивизии Джексона вышли в тыл федеральной армии и вечером 26 августа совершили рейд на станцию Манассас. Две дивизии Джексон послал прямо на Манассас, а дивизию Ричарда Юэлла направил на юг, где Юэлл захватил станцию Бристо и уничтожил несколько федеральных поездов. Рано утром 27 августа Хукер послал 72-й Нью-Йоркский пехотный полк к станции Бристо на разведку. Командир полка, капитан Харман Блисс доложил, что обнаружил возле станции крупные силы противника и отступил, не принимая боя.
Появление ньюйоркского полка обеспокоило генерала Юэлла и он начал приготовления. Он развернул две бригады — Лоутона и Форно — у станции фронтом на запад, при этом Форно отправил 6-й и 8-й луизианский посты за реку Кэттл-Ран, чтобы наблюдать за противником и в случае его появления отступить, уничтожив мост через реку. Одновременно Юэлл сообщил Джексону, что противник готовит наступление и спросил, что ему делать, если массированное наступление действительно начнётся.

## Сражение
Около полудня показалась федеральная дивизия — она шла от Уоррентона по линии железной дороги Оранж-Александрия. Впереди шла бригада Джозефа Карра. Луизианские полки подожгли мост и отступили немного назад, а 60-й Джорджианский полк присоединился к ним слева — и три полка стали ждать приближения федералов. Одновременно открыла огонь дивизионная артиллерия.
Хукер отправил вперед, по линии железной дороги, три полка из бригады Карра, а сам возглавил два других покла и отправился с ними левее, рассчитывая обойти фланг противника. Сзади и левее Карра развернулась в линию «Эксельсиорская бригада» полковника Нельсона Тейлора. Правый фланг дивизии занимала бригада Кавье Грове. Дивизия Хукера насчитывала около 5 000 человек, но его люди были утомлены маршами, у них было очень мало орудий, а многим офицерам не хватало лошадей.
Когда три полка Карра пошли во фронтальную атаку, луизианцы подпустили их на 60 метров, а затем дали залп, и одновременно артиллерия начала обстрел картечью. Юэлл отправил 5-й луизианский полк на помощь двум первым, а 60-й Джорджианский продвинулся вперед, развернулся и открыл фланговый огонь по наступающей федеральной линии. Федеральные полки попали в трудное положение, но к ним на помощь пришла бригада Нельсона — два полка встали слева от полков Карра, а два — справа, фронтом к 60-му джорджианскому.
Бой длился около часа. В 16:00 Юэлл понял, что попал в трудное положение, но он не решался отступать без прямого приказа Джексона. Однако, вскоре вернулся вестовой от Джексона — Юэллу разрешили отступить к Манассасу, в случае если силы противника окажутся серьезны. Юэлл приказал отступать. Первой отошла бригада Лоутона. Бригада Форно и 60-й Джорджианский полк были связаны боем, но также стали отступать, отстреливаясь. Федеральные части стали их преследовать, но вскоре остановились. Бригада Джубала Эрли сместилась немного влево и стала сдерживать противника, давая время дивизии отойти на безопасное расстояние. Отступление прошло без паники, и практически ничего ценного не осталось на поле боя.

## Последствия
Историки Хеннеси и Чикс называют действия Юэлла в бою на Кэтл-Ран «безупречными» (flawless). Ему удалось потрепать голову федеральной колонны и продержаться столько, сколько было возможно. Он затормозил федеральное наступление на Манассас и позволил Джексону действовать строго по графику. Северяне потеряли около 300 человек убитыми и ранеными — особенно пострадал 73-й нью-йоркский, потерявший половину своего состава.
Генерал Поуп уже в 15:00 узнал о событиях на Кэттл-Ран и лично явился на поле боя. Он застал дивизию Хукера измотанной боем, и израсходовавшей почти все боеприпасы — в дивизии осталось по три патрона на ствол. Однако, он понял, что Джексон уже близко и был готов стремительно наступать для его уничтожения.
Сражение на Кэттл-Ран показало Джексону, что противник уже близко, и наступает всеми своими силами. Не имея желания удерживать Манассас, он приказал в ночь на 28 августа отступать на запад, к Гроветону. Этот манёвр приведет в итоге ко второму сражению при Бул-Ран и разгрому федеральной армии.